# Cefacetrile
Cefacetrile (INN, cũng đánh vần là cephacetrile) là một loại kháng sinh cephalosporin thế hệ đầu phổ rộng có hiệu quả trong các bệnh nhiễm trùng do vi khuẩn gram dương và gram âm. Nó là một loại kháng sinh kìm khuẩn. Cefacetrile được bán trên thị trường dưới tên thương mại Celospor, Celtol và Cristacef, và dưới dạng Vetimast để điều trị nhiễm trùng vú ở bò sữa.

## Tổng hợp

Tổng hợp cefacetrile: (1966 đến Ciba-Geigy).

Nó được tạo ra bằng cách phản ứng với 7-ACA (axit 7-aminocephalosporanic) với cyanoacetyl chloride với sự hiện diện của Tributylamine.